# Epidendrum laucheanum
Epidendrum laucheanum är en orkidéart som beskrevs av Bonhof och Robert Allen Rolfe. Epidendrum laucheanum ingår i släktet Epidendrum och familjen orkidéer. Inga underarter finns listade i Catalogue of Life.